# Charaxes etesipe
Espèce
Charaxes etesipe est un lépidoptère appartenant à la famille des Nymphalidae, à la sous-famille des  Charaxinae et au genre Charaxes.

## Dénomination
Charaxes etesipe a été nommé par Jean-Baptiste Godart en 1824.
Synonyme : Nymphalis etesipe Godart, 1824;

### Noms vernaculaires
Il se nomme Savannah Charaxes en anglais.

### Sous-espèces
- Charaxes etesipe etesipe présent en Sierra Leone, Liberia, Côte d'Ivoire, Ghana, Nigeria, Bénin, Togo, Nigeria, Ouganda, dans le sud du Tchad et du Soudan, le nord de l'Angola et du Kenya
- Charaxes etesipe abyssinicus Rothschild & Jordan, 1900 ; en Éthiopie.
- Charaxes etesipe gordoni van Someren, 1935 ; au Kenya.
- Charaxes etesipe hercules Turlin & Lequeux, 2002 ; en Ouganda.
- Charaxes etesipe patrizii Storace, 1949 ; en Somalie.
- Charaxes etesipe pemba van Someren, 1966 ;
- Charaxes etesipe shaba Berger, 1981 ; au Zaïre (Shaba)
- Charaxes etesipe tavetensis Rothschild, 1894 ; au Malawi, Mozambique, Kenya et en Tanzanie[1].

## Description
C'est un grand papillon qui est caractérisé par deux queues aux postérieures et qui présente un dimorphisme sexuel. Le mâle d'une envergure de 80-85 mm est plus petit que la femelle. Il présente en plus d'une large bande claire de petites taches blanches et bleues. 
La femelle plus grande, (95 - 100 mm) est polymorphe, le plus couramment blanche ou jaune, ou, beaucoup plus rare, bleue.

## Biologie
Il vole en deux générations, d'août à octobre, puis de mars à juin.

### Plantes hôtes
Les plantes hôtes des chenilles sont des Entada dont Entada abyssinica et Ricinus communis, Afzelia quanzensis.

## Écologie et distribution
Il est présent dans tout le sud de l'Afrique en Sierra Leone, Liberia, Côte d'Ivoire, Ghana, Nigeria, Bénin, Togo, Nigeria, Ouganda, dans le sud du Tchad et du Soudan, le nord de l'Angola et du Kenya, au Zaïre, Ouganda, Mozambique, Kenya et en Tanzanie et dans l'île de Pemba.

### Biotope
Il réside dans les zones où poussent les plantes hôtes de ses chenilles.